# Cadillac Anderson
Gregory Wayne "Cadillac" Anderson (Houston, 22 juni 1964) is een voormalig Amerikaans basketbalspeler die zijn bijnaam Cadillac dankt aan het feit dat hij altijd met zijn fiets van en naar de campus reed. Hij speelde als power forward of center.

## Carrière
Anderson speelde collegebasketbal voor de Houston Cougars voordat hij zich in 1987 kandidaat stelde voor de NBA Draft. Hij werd als 23e gekozen in de eerste ronde door de San Antonio Spurs. Op 6 november 1987 maakte Anderson zijn NBA-debuut tegen de Houston Rockets. Na zijn eerste seizoen werd hij verkozen tot het NBA All-Rookie First Team. Hij speelde twee seizoenen voor de Spurs en werd in 1989 samen met Alvin Robertson en een 2de ronde draft in 1989 geruild naar de Milwaukee Bucks. De Spurs kregen in de ruil Terry Cummings en een 2e ronde draft in 1990.
Hij speelde twee seizoenen voor de Bucks wanneer hij opnieuw geruild werd. Hij vertrok op 16 januari 1991 naar de New Jersey Nets in ruil voor Lester Conner. Eén week later werd hij betrokken in een ruil met drie teams. De betrokken clubs waren buiten de Nets, de Denver Nuggets en Portland Trail Blazers: naast enkele toekomstige draftpicks verhuisden ook Terry Mills, Walter Davis en Dražen Petrović van club. Anderson zelf vertrok naar de Denver Nuggets waar zijn contract in oktober 1992 werd ontbonden. 
Van 1992 tot 1993 speelde hij voor het Italiaanse SC Juventus Caserta. In september 1993 tekende hij als vrije speler bij Detroit Pistons. Een jaar later tekende hij als vrije speler bij de Atlanta Hawks. Nog een seizoen later tekende hij opnieuw bij de San Antonio Spurs waar hij twee seizoenen zou spelen. In 1997 tekende hij opnieuw bij de Hawks. Hij speelde op het einde van zijn loopbaan nog een seizoen voor het Argentijnse Belgrano de San Nicolás.

## Erelijst
- NBA All-Rookie First Team: 1988

## Statistieken

### Regulier seizoen NBA
| Seizoen  | Team              | WG  | WS  | MPW  | 2P%   | 3P%  | FW%  | RPW  | APW | SPW | BPW | PPW  |
| -------- | ----------------- | --- | --- | ---- | ----- | ---- | ---- | ---- | --- | --- | --- | ---- |
| 1987/88  | San Antonio Spurs | 82  | 45  | 24,2 | 50,1  | 20,0 | 60,4 | 6,3  | 1,0 | 0,7 | 1,5 | 11,7 |
| 1988/89  | San Antonio Spurs | 82  | 56  | 29,3 | 50,3  | 0,0  | 51,4 | 8,2  | 0,7 | 1,2 | 1,3 | 13,7 |
| 1989/90  | Milwaukee Bucks   | 60  | 28  | 21,5 | 50,7  | –    | 53,5 | 6,2  | 0,4 | 0,5 | 0,9 | 8,8  |
| 1990/91  | Milwaukee Bucks   | 26  | 0   | 9,5  | 37,0  | 0,0  | 57,1 | 2,9  | 0,1 | 0,3 | 0,3 | 2,7  |
| 1990/91  | New Jersey Nets   | 1   | 0   | 18,0 | 100,0 | –    | –    | 6,0  | 1,0 | 2,0 | 0,0 | 8,0  |
| 1990/91  | Denver Nuggets    | 41  | 2   | 16,1 | 44,0  | –    | 50,6 | 5,8  | 0,3 | 0,6 | 0,9 | 5,2  |
| 1991/92  | Denver Nuggets    | 82  | 82  | 34,1 | 45,6  | 0,0  | 62,3 | 11,5 | 1,0 | 1,1 | 0,8 | 11,5 |
| 1993/94  | Detroit Pistons   | 77  | 47  | 21,1 | 54,3  | 33,3 | 57,1 | 7,4  | 0,7 | 0,7 | 0,9 | 6,4  |
| 1994/95  | Atlanta Hawks     | 51  | 0   | 12,2 | 54,8  | –    | 47,9 | 3,7  | 0,3 | 0,5 | 0,6 | 2,9  |
| 1995/96  | San Antonio Spurs | 46  | 7   | 7,5  | 51,1  | 0,0  | 24,0 | 2,2  | 0,2 | 0,2 | 0,5 | 1,2  |
| 1996/97  | San Antonio Spurs | 82  | 48  | 20,2 | 49,6  | 0,0  | 66,7 | 5,5  | 0,4 | 0,8 | 0,8 | 3,9  |
| 1997/98  | Atlanta Hawks     | 50  | 0   | 8,0  | 44,4  | 0,0  | 39,0 | 2,4  | 0,3 | 0,4 | 0,2 | 1,8  |
| Carrière | Carrière          | 680 | 315 | 20,6 | 49,2  | 8,7  | 55,7 | 6,2  | 0,6 | 0,7 | 0,9 | 7,3  |

### Play-offs
| Seizoen  | Team              | WG | WS | MPW  | 2P%  | 3P% | FW%  | RPW | APW | SPW | BPW | PPW  |
| -------- | ----------------- | -- | -- | ---- | ---- | --- | ---- | --- | --- | --- | --- | ---- |
| 1988     | San Antonio Spurs | 3  | 3  | 31,7 | 47,2 | –   | 44,4 | 7,0 | 1,0 | 0,7 | 1,3 | 12,7 |
| 1990     | Milwaukee Bucks   | 4  | 0  | 25,3 | 68,4 | –   | 50,0 | 6,0 | 0,0 | 0,3 | 1,0 | 8,3  |
| 1995     | Atlanta Hawks     | 3  | 0  | 13,0 | 20,0 | –   | 75,0 | 4,3 | 0,7 | 0,7 | 0,7 | 1,7  |
| 1996     | San Antonio Spurs | 6  | 0  | 5,7  | 0,0  | –   | 50,0 | 1,5 | 0,0 | 0,3 | 0,2 | 0,2  |
| 1998     | Atlanta Hawks     | 1  | 0  | 4,0  | –    | –   | 0,0  | 2,0 | 0,0 | 0,0 | 1,0 | 0,0  |
| Carrière | Carrière          | 17 | 3  | 16,1 | 47,7 | –   | 48,4 | 4,1 | 0,3 | 0,4 | 0,7 | 4,5  |